# Gösta Lilliehöök
Gösta Lilliehöök, né le 25 mai 1884 à Stockholm et mort le 18 novembre 1974 à Danderyd (comté de Stockholm), est un spécialiste suédois du pentathlon moderne. Il a remporté la première épreuve olympique de ce sport en 1912.

## Jeux olympiques
- Jeux olympiques d'été de 1912 à Stockholm
  -  Médaille d'or.